# Piatnitzkysaurus
 Piatnitzkysaurus  ist eine Gattung theropoder Dinosaurier aus dem Mitteljura (Callovium) von Südamerika. 
Bisher wurden in der Cañadón-Asfalto-Formation der argentinischen Provinz Chubut Teile von zwei teilweise erhaltenen Schädeln mit dazugehörigen Skelettteilen gefunden. Paläontologen diskutieren noch darüber, wie er zu klassifizieren ist. Anatomisch scheint er Allosaurus nahezustehen, auch wenn die Schädelbasis Unterschiede zeigt.
Benannt wurde Piatnitzkysaurus nach Alejandro Piatnitzky und Miguel Flores, zwei argentinischen Geologen. Ein Replikat des Skelettes dieses Theropoden ist im Naturwissenschaftsmuseum Museo Argentino de Ciencias Naturales Bernardino Rivadavia in Buenos Aires ausgestellt.

## Merkmale

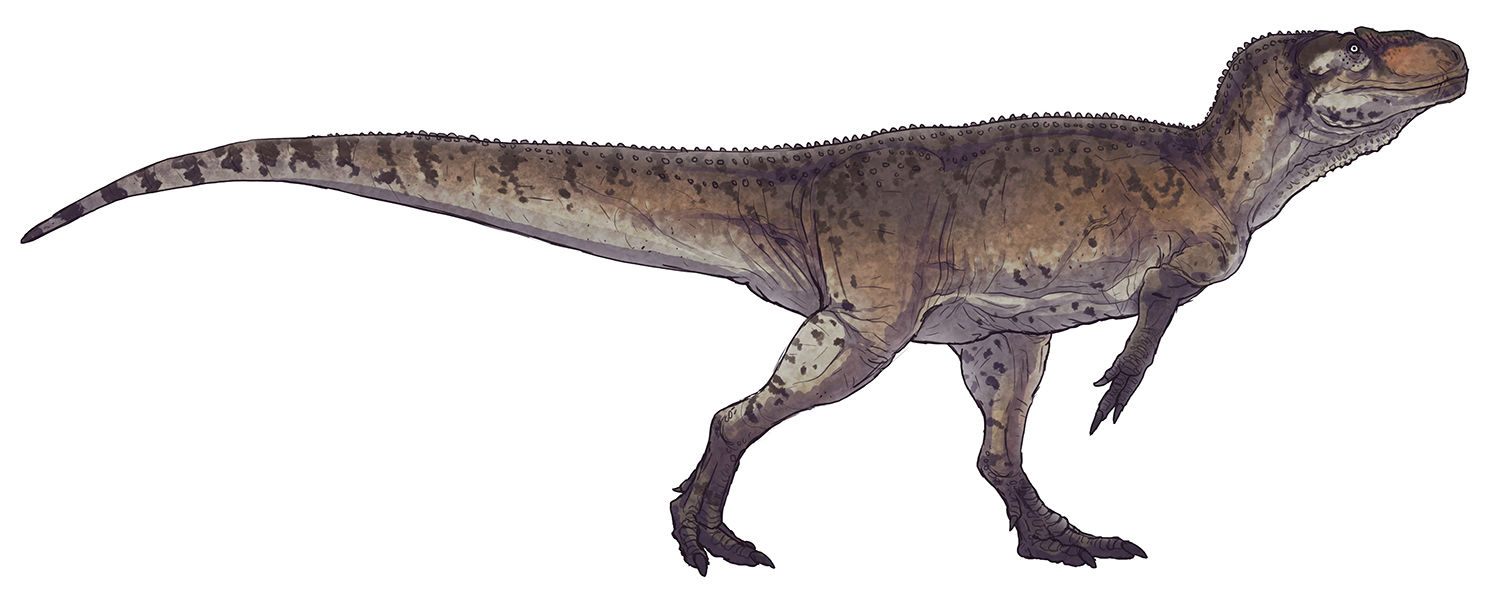
Lebendrekonstruktion von Piatnitzkysaurus

Der Körperbau des 4,3 Meter langen Bipeden ähnelte stark dem von Allosaurus, doch seine Arme waren länger und ungewöhnlich kräftig. Das Gewicht von Piatnitzkysaurus wird auf 275 kg geschätzt. Der kräftige Kopf des Fleischfressers war ca. 50 cm lang mit konischen, langen Zähnen. Über den Augen bis zur Schnauzenspitze verliefen zwei Knochenkämme. An den Fingern hatte er lange Krallen. Der stämmige Körper lief in einem steifen Schwanz aus.